# Установка підготовки родовища Хенгам
Установка підготовки родовища Хенгам — складова частина нафтогазової інфраструктури іранського острова Кешм (Ормузька протока).
У 2010-му почалась розробка офшорного нафтового родовища Хенгам (в основному належить Ірану, проте біля 20 % родовища лежить у водах Оману). Його продукція надходить для підготовки на острів Хенгам (лежить біля південного узбережжя значно більшого острова Кешм), при цьому певний час отриманий під час розробки Хенгаму попутний нафтовий газ не утилізували. Нарешті 2018-го запустили установку підготовки газу Хенгам, здатний приймати до 2,3 млн м3 на добу. На установці провадиться вилучення сірководню з наступним випуском сірки, а також дегідрація газу.
Підготований газ постачається для потреб промислових підприємств острова Кешм та може подаватись по трубопроводу до Бендер-Аббасу.
Можливо відзначити, що на Кешмі також діє інша установка підготовки газу на родовищі Гаварзін.